# Vera Carnevale
Vera Carnevale (nacida el 9 de octubre de 1982 en Buenos Aires, Argentina), es una actriz de cine y televisión  argentina.

## Carrera

### Televisión
| Año  | Ficción            | Canal      | Personaje                                        |
| ---- | ------------------ | ---------- | ------------------------------------------------ |
| 2004 | El deseo           | Telefe     | Antonia Bernal                                   |
| 2005 | Mujeres asesinas 1 | Canal 13   | Prostituta "Ep. 18: Cándida, esposa improvisada" |
| 2006 | Mujeres asesinas 2 | Canal 13   | Gianina "Ep. 15: Ema, costurera"                 |
| 2006 | Mujeres asesinas 2 | Canal 13   | Prostituta "Ep. 26: Soledad, cautiva"            |
| 2006 | Montecristo        | Telefe     | Espiritista                                      |
| 2011 | Los Sónicos        | Canal 9    | Nina (Joven)                                     |
| 2011 | El Elegido         | Telefe     | Zoe                                              |
| 2013 | Historias de diván | Telefe     | Majo (Ep: Dolor propio y ajeno)                  |
| 2013 | Señales            | TV Pública | Belén                                            |

### Cine
| Año  | Película              | Personaje          | Dirección         | Notas        |
| ---- | --------------------- | ------------------ | ----------------- | ------------ |
| 2003 | Ahora                 | Mujer 1            | Julia Solomonoff  | Cortometraje |
| 2005 | Un buda               | Laila              | Diego Rafecas     |              |
| 2006 | El amor y la ciudad   | Juana              | Teresa Costantini |              |
| 2008 | El club de la muerte  | Chica en el Parque | James Merendino   |              |
| 2009 | La mosca en la ceniza | Rubia              | Gabriela David    |              |
| 2013 | Ley primera           | Lesi               | Diego Rafecas     |              |